# سرخی آلتیمیرا
سرخی آلتیمیرا (انگلیسی: Sergi Altimira؛ زادهٔ ۲۵ اوت ۲۰۰۱) بازیکن فوتبال اهل اسپانیا است که در حال حاضر برای در پست هافبک برای باشگاه فوتبال رئال بتیس، از تیم‌های شاغل در لا لیگا بازی می‌کند.
از باشگاه‌هایی که سرخی آلتیمیرا در آن بازی کرده است می‌توان به باشگاه فوتبال رئال بتیس اشاره کرد.

## دوران باشگاهی

### سال‌های اولیه
سرخی آلتیمیرا در کارددئو، استان بارسلونا، ایالت کاتالونیا به دنیا آمد و در سال ۲۰۱۲ به آکادمی معروف باشگاه فوتبال بارسلونا به نام لا ماسیا پیوست. وی از باشگاه محلی کارددئو به این تیم ملحق شد.

### سابادل
در سال ۲۰۱۹، او باشگاه فوتبال بارسلونا را ترک کرد و به باشگاه فوتبال سابادل پیوست.

#### قرضی به گرانویرس
در ۲۹ مه ۲۰۲۰، برای حرفه‌ای‌تر شدن و فرصت بیشتر برای بازی، سرخی آلتیمیرا به مدت یک فصل به تیمی از ترسرا دیویسیون، باشگاه ورزشی گرانویرس قرض داده شد. او در ۱ نوامبر اولین بازی خود را به عنوان بازیکن اصلی انجام داد و در نیمه دوم به عنوان بازیکن تعویضی، در پیروزی ۷–۰ خارج از خانه مقابل باشگاه ورزشی فیگرس به میدان رفت.

#### بازگشت به سابادل
پس از بازگشت به باشگاه فوتبال سابادل، سرخی آلتیمیرا توسط سرمربی تیم، آنتونیو هیدالگو، در ترکیب تیم اول قرار گرفت و در ۷ سپتامبر ۲۰۲۱ قرارداد خود را با باشگاه تمدید کرد. او در تمام مسابقات در فصل ۲۰۲۲–۲۰۲۱ به ۲۹ بار برای تیمش به میدان رفت.
عملکرد سرخی آلتیمیرا موجب جلب توجه باشگاه سابقش در رده پایه، بارسلونا و دیگر تیم‌ها شد. گزارش‌ها حاکی از علاقه شدید جرارد پیکه، ستاره سابق فوتبال و مالک باشگاه فوتبال آندورا و همچنین تیم لا لیگایی ویارئال به او بود. با این حال، با وجود تلاش‌های بارسلونا برای جذب سرخی آلتیمیرا در روز پایانی پنجره نقل و انتقالات در اوت ۲۰۲۲، نتوانستند بر سر انتقال به توافق برسند و سرخی آلتیمیرا تا ژوئن ۲۰۲۳ تحت قرارداد سابادل باقی ماند.

### ختافه
در ۳۱ ژانویه ۲۰۲۳، مارکا گزارش داد که سرخی آلتیمیرا به صورت شخصی توافق کرده است تا پس از اتمام قراردادش به باشگاهی از سطح اول فوتبال اسپانیا، لا لیگا، به نام باشگاه فوتبال ختافه با قراردادی چهار ساله بپیوندد. در ۶ ژوئیه، باشگاه ختافه به‌طور رسمی امضای قرارداد با او را اعلام کرد.

### بتیس
در ۱۱ اوت ۲۰۲۳، سرخی آلتیمیرا قراردادی پنج ساله با باشگاه فوتبال رئال بتیس (که در لا لیگا فعالیت داشت) امضا کرد.
رئال بتیس برای امضای قرارداد با آلتیمیرا متقاعد شد دو میلیون یورو هزینه اخذ رضایت‌نامه وی را به ختافه بپردازد.
او اولین بازی خود را در لا لیگا در ورزشگاه بنیتو ویامارین در ۲ سپتامبر ۲۰۲۳ مقابل باشگاه فوتبال رایو وایکانو انجام داد و تیم سبز و سفید (بتیس) با نتیجه ۱-۰ پیروز شدند.

## زندگی شخصی
پدر سرخی آلتیمیرا آئورلی و پسرعمویش آدریا نیز بازیکن فوتبال هستند. پدرش به عنوان مهاجم بازی می‌کرد، در حالی که پسرعمویش یک مدافع است؛ هر دو نیز در بارسا پرورش یافته بودند.
آئورلی آلتیمرا، پدر سرخی، پس از پایان دوران بازی مدتی در بارسلونا تحت عنوان یکی از دستیاران پپ گواردیولا مشغول فعالیت بود و پس از آن همین سمت را در کادرفنی تیتو ویلانوا بر عهده گرفت. پس از آن دوران نیز مدتی به عنوان یکی از کارمندان باشگاه فوتبال بارسلونا مشغول فعالیت بود.